# ラッポッキ
ラッポッキ (朝鮮語：라볶이、ラッポギとも) はトッポッキの一種で、ラーメンの麺を加えたもの。主に粉食店（軽食店）でよく売られている屋台料理である。他のトッポッキ料理と同様に、かまぼこ（オムク）とゆで卵を付け合わせるのが一般的である。コチュジャン（朝鮮における唐辛子味噌）の代わりに、クリームソースや西洋風のチリソースを用いることもある。

## 語源
ラッポッキは、ラミョン（라면、拉麺）とトッポッキ（떡볶이）を組み合わせた朝鮮語の造語である。文字通りの意味は、ラミョン麺を餅に加えることである。